# 跳躍吧！鯉魚王
《跳躍吧！鯉魚王》是一款由Select Button开发，並由宝可梦公司发行的宝可梦系列衍生手機游戏，于2017年5月23日登陆iOS及Android平台，採免費下載形式。

## 游戏玩法
在本作中玩家要培育自己的鯉魚王，在聚集許多喜愛鯉魚王的人的小鎮中，參加鯉魚王跳高競賽並以優勝為目標。遊戲中的鯉魚王可透過食物或是訓練，讓跳躍力不斷增強，在不斷培育的同時參加小鎮的跳高競賽並以優勝為目標。

## 開發
2017年2月16日，宝可梦公司宣布將在當年春季推出本作，並釋出相關預告頁面。而早在2月13日，寶可夢公司就已在台灣申請中文的遊戲商標。本作遊戲玩法也與該開發商Select Button旗下的《活下去！曼波魚！》相似。
2017年5月17日，遊戲率先於義大利上市，並在5月23日陸續於日本、台灣、韓國、美國等全球地區發行。